# لوری سینگر
لوری سینگر (به انگلیسی: Lori Singer) (زاده  ۶ نوامبر ۱۹۵۷) بازیگر و نوازنده ویولن‌سل آمریکایی است.

## فیلم‌شناسی
فهرست برخی از فیلم‌هایی که لوری سینگر در آن‌ها به ایفای نقش پرداخته‌است:
- سریال قانون و نظم: واحد قربانیان ویژه
- برش‌های کوتاه (۱۹۹۳)
- آزاد
- مردی با یک کفش قرمز
- مؤسسه